# Condado de Sarpy
O Condado de Sarpy (em inglês:  Sarpy County) é um dos 93 condados do estado norte-americano do Nebraska. A sede do condado é Papillion e a sua maior cidade é Bellevue. Foi fundado em 1893.
O condado possui uma área de 641 km², dos quais 619 km² estão cobertos por terra e 22 km² por água, uma população de 158 840 habitantes, e uma densidade populacional de 256,6 hab/km² (segundo o censo nacional de 2010). É o terceiro condado mais populoso do Nebraska.